# Disco Stu
Disco Stu is een personage uit de animatieserie The Simpsons. De stem wordt gedaan door Hank Azaria.
Stu is een discofanaat. Hij runt zijn eigen disco, en is meestal gekleed in typische discokleding: een met strass bedekt leisure suit. Hij refereert geregeld naar zichzelf in de derde persoon, en zit mentaal nog altijd vast in het discotijdperk.
Stu verscheen voor het eerst in "Two Bad Neighbors", gedurende een rommelmarkt in de buurt van de Simpsons. Marge ontdekt hierin een oud jasje van Homer dat ze wil verkopen, waar op de achterkant de naam "Disco Stu" staat. Op de vraag wie dit is, antwoordt Homer "I wanted to write 'Disco Stud' but I ran out of space. Not that Disco Stu didn't get his share of the action!".
Disco Stu werd oorspronkelijk bedacht als een "wegwerppersonage" dat enkel bedoeld was voor een paar grappen. Maar hij keert telkens weer terug in de serie. Hij wordt in de serie onder andere gezien met dode goudvissen in zijn schoenen, op een ski-uitje (waar hij Marge probeert te imponeren, tot hij ontdekt dat ze kinderen heeft), al dansend met Homer (nadat Homer ontdekt hoe leuk het kan zijn om te lopen) en recentelijk als een gast in Homers talkshow. In de aflevering "How I Spent My Strummer Vacation" gaf Disco Stu toe dat hij wel weet dat het discotijdperk voorbij is.
In zijn jongere jaren had hij een carrière als zeekapitein, onder de naam "Nautical Stu". In de aflevering Tales from the Public Domain verscheen hij als "Discus Stu".
Hij was "Disco Shrew" in de aflevering "Treehouse of Horror XIII" in het filmpje The Island of Dr. Moreau. In de aflevering "Treehouse of Horror XVII" verscheen hij als "Big Band Stu" in de parodie op het hoorspel The War of the Worlds.
In de aflevering "There's Something About Marrying" werd onthuld dat Disco Stu Selma's vierde man was.
Homer Simpson · Marge Simpson · Bart Simpson · Lisa Simpson · Maggie Simpson · Abraham Simpson · Patty en Selma Bouvier · Jacqueline Bouvier · Mona Simpson · Santa's Little Helper · Snowball II · Familie Bouvier
Jasper Beardley · Comic Book Guy · Eddie en Lou · Maude Flanders · Ned Flanders · Professor Frink · Barney Gumble · Julius Hibbert · Lionel Hutz · Eerwaarde Lovejoy · Kapitein Horatio McCallister · Hans Moleman · Bleeding Gums Murphy · Apu Nahasapeemapetilon · Mayor Joe Quimby · Dr. Nick Riviera · Agnes Skinner · Cletus Spuckler · Squeaky Voiced Teen · Disco Stu · Moe Szyslak · Kirk Van Houten · Luann Van Houten · Chief Clancy Wiggum
Gary Chalmers · Rod en Todd Flanders · Jimbo Jones · Kearney · Edna Krabappel · Otto Mann · Nelson Muntz · Martin Prince · Seymour Skinner · Milhouse Van Houten · Ralph Wiggum · Groundskeeper Willie · andere studenten
Montgomery Burns · Carl Carlson · Lenny Leonard · Waylon Smithers
Itchy en Scratchy · Kent Brockman · Krusty de Clown · Troy McClure · Rainier Wolfcastle · Radioactive Man
Snake · Kang & Kodos · Sideshow Bob · Fat Tony
Treehouse of Horror
Bart vs. the World · Bart Simpson's Escape from Camp Deadly · The Simpsons Arcadespel · Bart vs. the Space Mutants · Bart's House of Weirdness ·Bart vs. The Juggernauts · Krusty's Fun House · Bartman Meets Radioactive Man · Bart's Nightmare · The Itchy and Scratchy Game · Virtual Bart · Bart and the Beanstalk · Itchy & Scratchy in Miniature Golf Madness · Cartoon Studio · Virtual Springfield · Night of the Living Treehouse of Horror · Bowling · Wrestling · Road Rage · Skateboarding · Hit & Run · The Simpsons Game · The Simpsons: Tapped Out
The Simpsons · The Simpsons Pinball Party
Strips: Simpsons Comics · Bart Simpson serie · Itchy & Scratchy Comics · Bart Simpson's Treehouse of Horror · Futurama/Simpsons Infinitely Secret Crossover Crisis
Tijdschrift: Simpsons Illustrated
Boeken: Bart Simpson's Guide to Life · Family Album · Library of Wisdom · Complete Guides · Planet Simpson · The Simpsons and Philosophy
Actiefiguurtjes: World of Springfield
The Simpsons Movie
Bankgrap ·
Canyonero · 
D'oh! · 
Duff Beer · 
Schoolbordgrap · 